# Williams FW32
Der Williams FW32 ist das Auto, mit dem Williams F1 die Formel-1-Weltmeisterschaft 2010 bestritt. Angetrieben wird der Wagen vom Cosworth CA2010 Motor – Williams war damit das einzige etablierte Team, das das neue Cosworth-Aggregat einsetzte.

## Renngeschichte
Als Fahrer wurden der amtierende Meister der GP2-Serie Nico Hülkenberg und Rubens Barrichello vom Brawn-GP-Team verpflichtet. Zudem stand Valtteri Bottas als Testfahrer bereit.
Die Präsentation des Fahrzeuges erfolgte am 1. Februar in Valencia, wo auch 75 Testrunden absolviert wurden. Zuvor hatte bereits ein erster kurzer Belastungstest am 28. Januar in Silverstone stattgefunden.
Das beste Saisonergebnis war der 4. Platz von Rubens Barrichello beim Großen Preis von Europa.

## Lackierung und Sponsoring
Der FW32 ist überwiegend in Weiß und Blau lackiert. Es werben AirAsia, AT&T, Bridgestone, Oris, Philips, Randstad, RBS und Thomson Reuters auf dem Fahrzeug.

## Ergebnisse
| Fahrer                          | Nr.                             | 1  | 2   | 3  | 4  | 5  | 6   | 7  | 8  | 9   | 10 | 11 | 12 | 13  | 14 | 15 | 16  | 17 | 18 | 19 | Punkte | Rang |
| ------------------------------- | ------------------------------- | -- | --- | -- | -- | -- | --- | -- | -- | --- | -- | -- | -- | --- | -- | -- | --- | -- | -- | -- | ------ | ---- |
| Formel-1-Weltmeisterschaft 2010 | Formel-1-Weltmeisterschaft 2010 |    |     |    |    |    |     |    |    |     |    |    |    |     |    |    |     |    |    |    | 69     | 6.   |
| R. Barrichello                  | 09                              | 10 | 8   | 12 | 12 | 9  | DNF | 14 | 14 | 4   | 5  | 12 | 10 | DNF | 10 | 6  | 9   | 7  | 14 | 12 | 69     | 6.   |
| N. Hülkenberg                   | 10                              | 14 | DNF | 10 | 15 | 16 | DNF | 17 | 13 | DNF | 10 | 13 | 6  | 14  | 7  | 10 | DNF | 10 | 8  | 16 | 69     | 6.   |

| Legende  | Legende            | Legende                                                          |
| Farbe    | Abkürzung          | Bedeutung                                                        |
| -------- | ------------------ | ---------------------------------------------------------------- |
| Gold     | –                  | Sieg                                                             |
| Silber   | –                  | 2. Platz                                                         |
| Bronze   | –                  | 3. Platz                                                         |
| Grün     | –                  | Platzierung in den Punkten                                       |
| Blau     | –                  | Klassifiziert außerhalb der Punkteränge                          |
| Violett  | DNF                | Rennen nicht beendet (did not finish)                            |
| Violett  | NC                 | nicht klassifiziert (not classified)                             |
| Rot      | DNQ                | nicht qualifiziert (did not qualify)                             |
| Rot      | DNPQ               | in Vorqualifikation gescheitert (did not pre-qualify)            |
| Schwarz  | DSQ                | disqualifiziert (disqualified)                                   |
| Weiß     | DNS                | nicht am Start (did not start)                                   |
| Weiß     | WD                 | zurückgezogen (withdrawn)                                        |
| Hellblau | PO                 | nur am Training teilgenommen (practiced only)                    |
| Hellblau | TD                 | Freitags-Testfahrer (test driver)                                |
| ohne     | DNP                | nicht am Training teilgenommen (did not practice)                |
| ohne     | INJ                | verletzt oder krank (injured)                                    |
| ohne     | EX                 | ausgeschlossen (excluded)                                        |
| ohne     | DNA                | nicht erschienen (did not arrive)                                |
| ohne     | C                  | Rennen abgesagt (cancelled)                                      |
| ohne     | keine WM-Teilnahme |                                                                  |
| sonstige | P/fett             | Pole-Position                                                    |
| sonstige | 1/2/3/4/5/6/7/8    | Punktplatzierung im Sprint-/Qualifikationsrennen                 |
| sonstige | SR/kursiv          | Schnellste Rennrunde                                             |
| sonstige | *                  | nicht im Ziel, aufgrund der zurückgelegten Distanz aber gewertet |
| sonstige | ()                 | Streichresultate                                                 |
| sonstige | unterstrichen      | Führender in der Gesamtwertung                                   |